# کوربن شارا
کوربن شارا (انگلیسی: Corben Sharrah؛ زادهٔ ۲۰ آوریل ۱۹۹۲) دوچرخه‌سوار اهل ایالات متحده آمریکا است.
وی در مسابقات کشوری و بین‌المللی در مجموع برندهٔ ۱ مدال طلا شده‌است.